# Fundació Esportiva Figueres
Maillots
Fundació Esportiva Figueres est un club de football espagnol basé à Figueres, Catalogne.

## Saison par saison
- 2003-04 : Tercera División (Groupe V)
- 2004-05 : Tercera División (Groupe V)
- 2005-06 : Tercera División (Groupe V)